# Denis Florence MacCarthy
Denis Florence MacCarthy, född den 26 maj 1817 i Dublin, död där den 7 april 1882, var en irländsk skald.
MacCarthy utgav dikter i original och översättning, bland annat Ballads, poems and lyrics (1850), som blev mycket populära på grund av sin patriotism, översättningar från Calderón, The early life of Shelley (1872) med mera.